# Fiona Apple
Fiona Apple (született: Fiona Apple McAfee Maggart) (New York, 1977. szeptember 13. –) háromszoros Grammy-díjas amerikai énekesnő és dalszerző. Világszerte több mint hatmillió albumot adott el.

## Gyermekkora
Családja, amelyben nevelkedett, nem állt távol a szórakoztatóipartól. Fiona Apple McAfee Maggart néven látta meg a napvilágot New York városában, Diane McAfee, amerikai énekesnő és Brandon Maggart, amerikai színész gyermekeként. Nővére, Amber Taleullah, kabaré énekesnő (Maude Maggart néven). Spencer nevű bátyja rendező, akinek a rendezését Fiona egyik klipjében (Parting Gift) is láthatjuk. Féltestvére, Garett Maggart szerepelt a The Sentinel című tévésorozatban. Ráadásul, anyai nagyszülei szintén a zene révén váltak híressé.
Tizenkét éves korában, iskolából hazafelé megerőszakolták Apple-t. A szörnyű esetet megemlíti érintőlegesen egy-két művében, de ez nem feltétlenül tartozik fő témái közé.
Példák a fájdalmas emlék felidézésére:
- 'Fast as You Can':

I let the beast in too soon (túl hamar beengedtem a vadállatot)
I don't know how to live without my hand on his throat (nem tudom, hogyan éljek anélkül, hogy a torkát szorítanám)/
I fight him always and still (mindig küzdök ellene, mégis)
- 'Sullen Girl':

Is that why they call me a sullen girl – sullen girl (tán ezért hívnak mogorva lánynak)
They don’t know I used to sail the deep and tranquil sea (ők nem tudják, hogy egykor nyugodt és csendes vízen hajóztam)
But he washed me ashore and he took my pearl (de ő partra vetett és elvette az igazgyöngyöm)
And left an empty shell of me (és üres kagylóként hagyott ott)
A sajtó rákapott Apple múltjának erre a szörnyű emlékére, amit ő csak úgy jellemzett, hogy ő vált a "megerőszakolt gyermek" címlapfotójává, pedig először csak azért említette meg az esetet egy interjú kapcsán, mert nem akarta, hogy azt gondolják, hogy szégyenli a történteket.
Gyermekként erős antiszociális jegyeket mutatott. Tizenegy évesen terápiás kezelést kapott, miután egy gyerekkori társának és nővérének is elmondta, hogy meg akarja ölni magát. Néhány terápia után Apple belátta, hogy valami valószínűleg nincs rendben vele.

## Művészi pályája
Akkor tört be a zeneiparba, amikor egy barátja révén, a Sony egyik vezetőjéhez került egy demo felvétele, akinek nagyon megtetszett Apple fátyolos hangja, ötletes zongorajátéka és felnőtt témájú szövegei. Hamarosan létrejött a szerződés.

### GoingTidal, 1995–1998
1996-ban megjelent Apple első albuma a Tidal a Sony gondozásában. Amerikában több, mint hárommillió példányt adtak el belőle (háromszoros platinának minősült).
Az album harmadik dala, a Criminal, igazi slágerként tört be. Nagy feltűnést keltett a szám, részben a szövege miatt, részben pedig a Mark Romanek-forgatta videóklip miatt. A legtöbb MTV néző számára a szám csak egy szexuális incselkedés volt – egy nagy szemű, hiányos öltözetű lánytól, egy rumlis, pincés buliban, aki bűnösnek tartja magát, ki tudja milyen tiltott dologért. Mintha a klip a dalszöveg első sorából lett volna felépítve ("I've been a bad, bad girl") anélkül, hogy meghallgatták volna a további dalszöveg szexuális kétértelműségét és agresszióját. Évekkel később ezt nyilatkozta erről Apple:
„Pont ez a szar tett híressé, amire nem is vagyok büszke. Elég hülye érzés. A klipben pont olyan lány akartam lenni, mint mindenki más, és ezért olyan kellemetlen. De ezt úgy igazolom vissza, hogy akiről ez a szám szól, az Istenhez beszél egy hibáról, amit ők követtek el. És ezért tényleg azt gondoltam, hogy a klip érthető volt. De az szúrta el a végén az egészet, hogy olyan rohadtul ijedtnek tűntem. Tényleg úgy nézek ki, mint aki valami rosszat csinál."
Azonban évekkel később már úgy nyilatkozott, hogy a klip illett a számhoz, és hogy gyönyörű volt.
Fontosabb dalok még az albumról: Sleep to Dream, Shadowboxer, Never is a Promise, és The First Taste.
Néhány heves kijelentése után Apple megítélése kezdett rossz irányba haladni. A leghírhedtebb eset az volt, mikor 1997-ben az énekesnő megkapta a "Legjobb új előadó" díját az MTV Video Music Awards gáláján. Az átvételkor a következőket mondta: "Ez a világ egy rakás szar, és nektek nem kellene arra alapozni az életeteket, amiről szerintetek mi azt gondoljuk, hogy menő, vagy arra, amit mi viselünk vagy mondunk." Maya Angelou-t idézte: "Járd a saját utad!"
Annak ellenére, hogy a beszédet tapsvihar és üdvrivalgás fogadta, a média rögtön lecsapott az énekesnőre. Sokan képmutatónak tartották, hiszen elég ellentmondásos volt ezt az üzenetet egy olyan énekesnőtől hallani, aki a videójában egy szál alsóneműben pózol, és mégis arra kéri a fiatal nőket, hogy ne másolják a hírességeket.
Apple ennek ellenére nem kért bocsánatot. "Amikor van valami mondanivalóm, akkor azt igenis kimondom" – kommentálta.
Ezalatt az időszak alatt elkészítette még a Beatles Across the Universe, és Percy Mayfield Please Send Someone to Love c. feldolgozásszámait is. Utóbbi a Pleasantville című film zenei albumára került fel.

### When the Pawn…1999-2001
Fiona 1999-ben jelentette meg második albumát, When the Pawn… címmel. A lemez eredeti címe: When the Pawn Hits the Conflicts He Thinks like a King What He Knows Throws the Blows When He Goes to the Fight and He'll Win the Whole Thing Fore He Enters the Ring There's No Body to Batter When Your Mind Is Your Might So When You Go Solo, You Hold Your Own Hand and Remember That Depth Is the Greatest of Heights and If You Know Where You Stand, Then You'll Know Where to Land and If You Fall It Won't Matter, Cuz You Know That You're Right. A cím a Guinness Rekordok Könyvébe is bekerült.
A cím Fiona verse amit azután írt, hogy látta az olvasók leveleit a Spin magazinban azután, hogy a lap egy nem túl pozitív cikket jelentetett meg róla egy korábbi számában. Az album akkor készült amikor az énekesnő kapcsolatba került Paul Thomas Anderson filmrendezővel. A When the Pawn pozitív kritikákat kapott a The New Yorker és a Rolling Stone magazinoktól, azonban néhány kritikus rögtön leírta a lemezt. A Spin magazin teljes egészében lehozta a címet, majd alatta a következőket írta: "Hoppá, így már nem maradt hely a kritikának. Egy csillag!"

### Extraordinary Machine, 2002–2005
Apple 2002-ben Johnny Cash-sel dolgozta fel Simon és Garfunkel Bridge over Troubled Water c. számát, ami Cash American IV: The Man Comes Around c. albumán jelent meg. A dalt később a "Best country collaboration with vocals" kategóriában jelölték Grammy-re. Az énekesnő még egyszer együttdolgozott Cash-sel, a következő közös daluk Cat Stevens Father and Son c. nótája volt, ami Cash Unearthed c. albumára került föl 2003-ban.
Fiona harmadik albuma, az Extraordianary Machine, -amit Jon Brion producelt- 2003-ban került a Sony asztalára. A Sony nem volt megelégedve az eredménnyel, és a kész anyag több, mint két évig porosodott a polcon.
Ennek ellenére a dalok 2004 és 2005-ben kiszivárogtak MP3 formátumban az internetre és különböző amerikai és nemzetközi rádióadók is elkezdték játszani ezeket a dalokat.

## Diszkográfia
| Album információ |
| --- |
| Tidal - Megjelenés: 1996. július 23. (az USA-ban) - Slágerlistás helyezés: #15 U.S. - Eladási eredmény: 1999 áprilisában lett 3-szoros platina lemez     |
| When the Pawn… - Megjelenés: 1999. november 9. (az USA-ban) - Slágerlistás helyezés: #13 U.S. - Eladási eredmény: 2000-ben lett platina lemez            |
| Extraordinary Machine - Megjelenés: 2005. október 4. (az USA-ban) - Slágerlistás helyezés: #7 U.S. - Eladási eredmény: 2006 januárjában lett arany lemez |
| Fiona Apple: iTunes Originals - Megjelenés: 2006. február 14. (az USA-ban)                                                                               |
| The Idler Wheel Is Wiser Than the Driver of the Screw and Whipping Cords Will Serve You More Than Ropes Will Ever Do - Megjelenés: 2012                  |
| Fetch the Bolt Cutters - Megjelenés: 2020 |

## Díjak és jelölések

### 1997
- 1997 MTV Video zenei díj Legjobb új előadó a Sleep to Dream című klipért

### 1998
- 1998 MTV Video zenei díj Legjobb klip a Criminal című klipért – Harris Svides-szel megosztva
- 1998 MTV Video zenei díj jelölés a legjobb női előadó díjára a "Criminal" című klipért
- 1998 Grammy-díj Legjobb női rock énekes a "Criminal" című számért

### 2001
- 2001 Grammy-díj jelölés a legjobb női rock énekes a "Paper Bag" című számért, és legjobb alternatív zenei album a "When the Pawn" című albumért.

### 2003
Fiona alt és második szoprán énekes.
- 2003 Grammy-díj jelölés a legjobb Country zenei közreműködésért a "Bridge Over Troubled Water" – Johnny Cash-sel

### 2006
- 2006 Grammy-díj jelölés a legjobb pop zenei albumra az "Extraordinary Machine" című albummal
- 2006 „New Pantheon” dím jelölés az "Extraordinary Machine"-ért
- 2006 Az "O' Sailor" klipjéért hét „Music Video Production Association” díj jelölést kapott.